# Marktplatz Center Hellersdorf
Het Marktplatz Center Hellersdorf is een winkelcentrum in Berlijn-Hellersdorf en wordt beheerd door Multi Germany GmbH. Het centrum huisvest supermarkten, speciaalzaken en restaurants.

## Geschiedenis

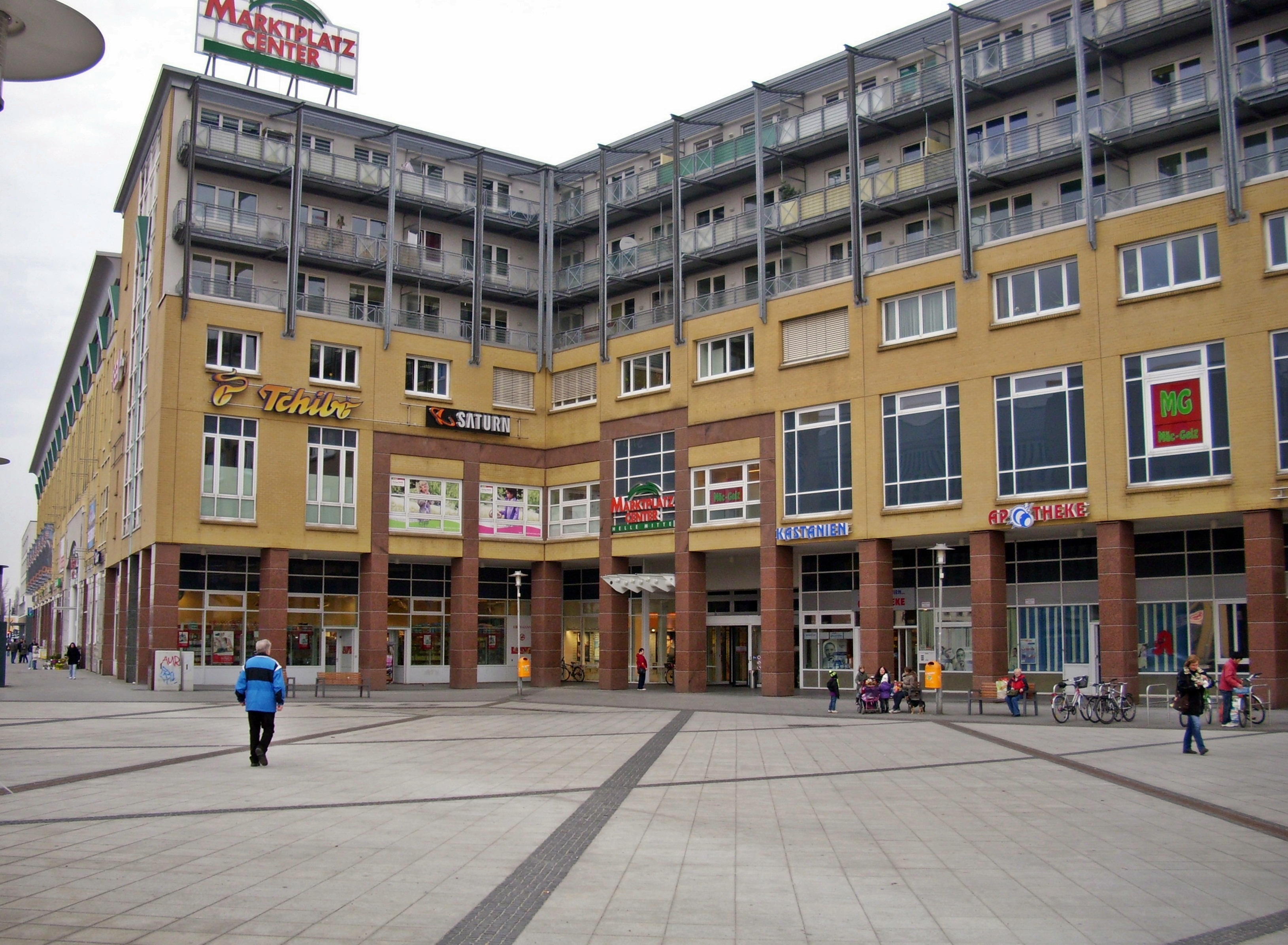
Marktplatz Center in Berlijn-Hellersdorf

Het winkelcentrum maakt deel uit van het stadsdeelcentrum “Helle Mitte”. De bouw van het centrum startte in 1994 en in 1996 was het winkelcentrum met een totale verkoopoppervlakte van ongeveer 18.000m² gereed. Het centrum telt zo'n 30 winkels, waaronder Rossmann en Deichmann. In de parkeergarage zijn circa 650 parkeerplaatsen beschikbaar voor bezoekers. Nadat het winkelcentrum werd beheerd door MEC METRO-ECE Centermanagement, werd het beheer van 2018 tot medio 2022 overgenomen door KOPRIAN iQ MANAGEMENT GmbH uit Hamburg. Deze onderneming ging failliet in juni 2022, waarna Multi Germany GmbH het beheer overnam.